# Sarah Sophia Banks
Sarah Sophia Banks (28 de outubro de 1744  — 27 de setembro de  1818) foi uma  coletora e colecionadora de antiquidades inglesa. Era irmã do naturalista Joseph Banks (1743-1820).
Sarah coletou e colecionou moedas,  medalhas e itens efêmeros que atualmente possuem valor histórico como  recortes de jornais,  programas de espetáculos, cartões de visita, gravuras, anúncios e outros. Joseph Banks morou com sua irmã até 1779, e ela vivou com ele e sua esposa até sua morte. 
Suas coleções foram doadas ao  Museu Britânico e a Biblioteca Britânica, onde atualmente estão conservadas.